# Grallaricula ferrugineipectus
Grallaricula ferrugineipectus е вид птица от семейство Grallariidae.

## Разпространение
Видът е разпространен в Боливия, Венецуела, Еквадор, Колумбия и Перу.